# Ptericoptus caudalis
Ptericoptus caudalis là một loài bọ cánh cứng trong họ Cerambycidae.